# بکوم، آلمان
شهر بکوم، آلمان در ایالت نوردراین-وستفالن در کشور آلمان واقع شده است.